# Nacho Cases
Ignacio Cases Mora (Gijón, Asturias, España, 22 de diciembre de 1987), conocido como Nacho Cases, es un exfutbolista español que jugaba de centrocampista.

## Trayectoria
Se incorporó al fútbol base del Real Sporting de Gijón en 1994 procedente de los equipos del Codema. Fue pasando por las diferentes categorías hasta juveniles, en 2004, cuando fue cedido al Revillagigedo Club de Fútbol. Al año siguiente se incorporó al Real Sporting de Gijón "B" y logró el ascenso a Segunda División B con Pepe Acebal como entrenador.
Debutó en Primera División el 9 de enero de 2011 en los Campos de Sport de El Sardinero ante el Real Racing Club de Santander. En la siguiente jornada, el día 15 de enero, se produjo su debut en El Molinón con el Sporting, frente al Hércules C. F., donde consiguió anotar su primer gol como rojiblanco en un disparo desde fuera del área que significó el 2-0 definitivo para su equipo.
Al término de la temporada 2016-17 puso fin a su etapa en el Sporting y fichó por el AEK Larnaca de la Primera División de Chipre, con el que ganó la Copa de Chipre 2017-18. El 31 de enero de 2020 fue cedido al Volos NFC de la Superliga de Grecia.
El 31 de enero de 2021 firmó por el F. K. Sūduva de Lituania, entonces dirigido por el español Víctor Basadre. Un año después regresó a Chipre para jugar en el Anagennisi Dherynia y el Ermis Aradippou. En julio de 2023 iba a fichar por el Club Marino de Luanco, pero su incorporación no acabó produciéndose ya que optó por poner fin a su carrera.

## Clubes
| Club                       | País     | Año       |
| -------------------------- | -------- | --------- |
| Real Sporting de Gijón "B" | España   | 2005-2011 |
| Real Sporting de Gijón     | España   | 2011-2017 |
| AEK Larnaca                | Chipre   | 2017-2020 |
| Volos NFC                  | Grecia   | 2020      |
| AEK Larnaca                | Chipre   | 2020-2021 |
| F. K. Sūduva               | Lituania | 2021      |
| Anagennisi Dherynia        | Chipre   | 2022      |
| Ermis Aradippou            | Chipre   | 2022-2023 |

## Palmarés

### Campeonatos nacionales
| Título              | Club        | País   | Año  |
| ------------------- | ----------- | ------ | ---- |
| Copa de Chipre      | AEK Larnaca | Chipre | 2018 |
| Supercopa de Chipre | AEK Larnaca | Chipre | 2018 |